# Anilda Ibrahimi
Anilda Ibrahimi (Valona, 30 aprile 1972) è una scrittrice albanese italofona, residente in Italia.

## Biografia
Laureatasi in lettere moderne all'Università di Tirana, nel 1994 si è trasferita all'estero, prima in Svizzera e poi, dal 1997, a Roma, dove è stata fino al 2003 consulente per il "Consiglio Italiano per i Rifugiati".
Nel 2008 è stato pubblicato da Einaudi il romanzo Rosso come una sposa, scritto in lingua italiana e incentrato sulle vicende delle donne di una famiglia attraverso i cambiamenti sociali della storia albanese, dal mondo arcaico di inizio Novecento al socialismo reale del regime comunista di Enver Hoxha, alla società post-comunista.
Nel 2009 per Einaudi ha pubblicato anche il suo secondo romanzo L’amore e gli stracci del tempo.
Nel 2012 ha pubblicato il romanzo Non c’è dolcezza.
Nel 2022 pubblica sempre con Einaudi il suo nuovo romanzo Volevo essere Madame Bovary.

## Opere
Romanzi
- Rosso come una sposa, Einaudi, 2008 ISBN 9788806223199
- L'amore e gli stracci del tempo, Einaudi, 2009 ISBN 9788806199722
- Non c'è dolcezza, Einaudi, 2012 ISBN 9788806209117
- Il tuo nome è una promessa, Einaudi, 2017 ISBN 9788806225032
- Volevo essere Madame Bovary, Einaudi, 2022 ISBN 9788858439616

Poesie
Alcune delle poesie fanno parte delle raccolte antologiche:
- Cristallo di tristezza, Eurorilindja, 1996
- Quaderno balcanico I, Loggia de' Lanzi, 2000
- Lingue di terre, lingue di mare, Mesogea, 2001

## Premi

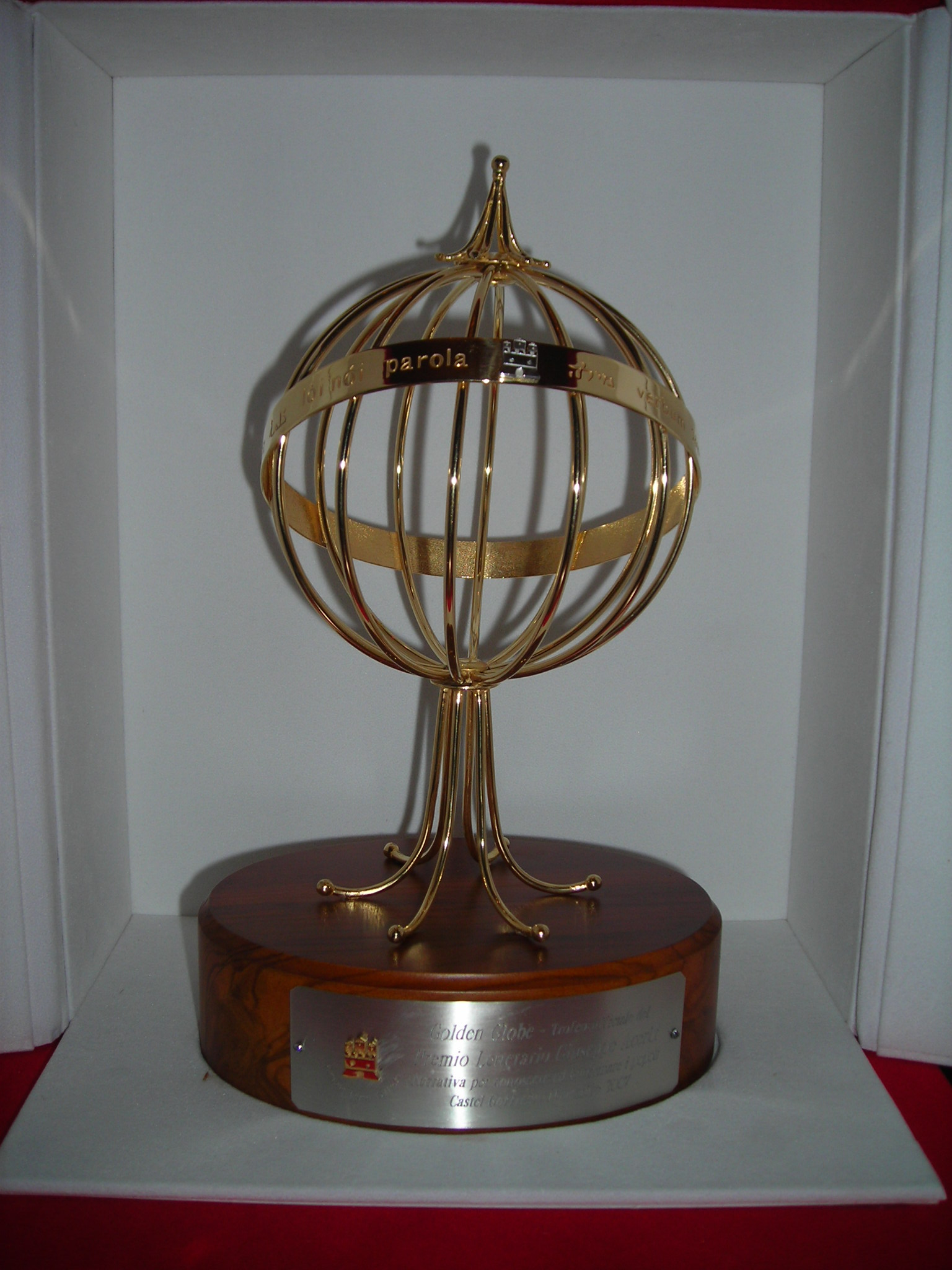
Premio letterario Giuseppe Acerbi.

- Premio Rapallo, 2017, per il romanzo Il tuo nome è una promessa[8]
- Premio letterario Giuseppe Acerbi, 2024, per il romanzo Volevo essere Madame Bovary